# Kyrylo Tsarenko
Kyrylo Tsarenko (Oekraïens: Кирило Царенко) (Kropyvnytsky, 13 oktober 2000) is een Oekraïens wielrenner.

## Carrière
Als eerstejaars belofte won Tsarenko zowel de tijdrit als de wegwedstrijd tijdens de nationale kampioenschappen. Later dat jaar nam hij in beide disciplines ook deel aan het Europese kampioenschap. Een jaar later prolongeerde hij zijn nationale titel in het tijdrijden. In 2022 nam Tsarenko, namens Gallina Ecotek Lucchini Colosio, deel aan de Ronde van Bulgarije. Hier droeg hij twee dagen de leiderstrui en schreef hij zowel het eind- als het jongerenklassement op zijn naam.
In 2024 werd Tsarenko prof bij Team Corratec-Vini Fantini, na eind 2023 al stage te hebben gelopen bij die ploeg. Zijn eerste wedstrijdkilometers van het seizoen maakte hij in de door Matthew Brennan gewonnen Trofej Umag, waar ploeggenoot Jakub Mareczko naar de derde plaats sprintte en Tsarenko zelf op plek 59 eindigde.
In april 2025 behaalde Tsarenko zijn eerste profzege toen hij de derde etappe van de Ronde van Hainan wist te winnen: in de sprint-à-deux versloeg hij Cristian Raileanu. Door zijn overwinning nam hij de leiderstrui over van Norman Vahtra. In de resterende twee etappes verdedigde hij die leiderstrui met succes, ondanks dat hij in de slotrit slechts één ploeggenoot ter hulp had.

## Palmares

### Overwinningen
2019
 Oekraïens kampioenschap tijdrijden, Beloften
2020
 Oekraïens kampioen tijdrijden, Beloften
 Oekraïens kampioen op de weg, Beloften
2021
 Oekraïens kampioen tijdrijden, Beloften
2022
Eind- en jongerenklassement Ronde van Bulgarije
2023
Targa Crocifisso-Giro Di Puglia Challenge
2024
Due Giorni Marchigiana-G.P. Santa Rita
Bergklassement Ronde van Slowakije
Cupa Max Ausnit
2025
3e etappe Ronde van Hainan
Eindklassement Ronde van Hainan
TrofeoAlcide Degasperi
4e etappe Ronde van Slovenië

### Resultaten in voornaamste wedstrijden
|      | \| Jaar \| Milaan-San Remo \| Strade Bianche \| \| ---- \| --------------- \| -------------- \| \| 2024 \| 78e \| \| \| 2025 \| 79e \| 83e \| |                |
| Jaar | Milaan-San Remo | Strade Bianche |
| 2024 | 78e |                |
| 2025 | 79e | 83e            |

## Ploegen
- 2022 –  Gallina Ecotek Lucchini Colosio
- 2023 –  Team Corratec-Selle Italia (stagiair vanaf 1 augustus)
- 2024 –  Team Corratec-Vini Fantini
- 2025 –  Team Solution Tech-Vini Fantini

Amella · Baldaccini · Barać · Conti · Dalla Valle · Gandin · Iacchi · Konychev · Masotto · Murgano · Olivero · Ponomar (vanaf 10/8) · Quarterman · Quartucci · Stojnić · Stöckli · Tivani · Vacek · van Empel · Viviani · Zambelli · Darbellay (stagiair) · Debons (stagiair) · Tsarenko (stagiair)
Amella · Baldaccini · Balmer (vanaf 14/5) · Bonifazio · Conti · Darbellay · Debons · González (vanaf 31/3) · Iacchi · Mareczko · Masotto · Monaco · Murgano · Olivero · Padoen · Ponomar · Samudio (vanaf 1/8) · Quartucci · Sbaragli · Stewart · Stöckli · Tsarenko · van Empel · Viviani · Zambelli · Bögli (stagiair) · Parravano (stagiair) · Tissières (stagiair)